# Manoir de la Hogue
Le manoir de la Hogue est une demeure du XVIIe siècle qui se dresse sur le territoire de la commune française de Beuvron-en-Auge, dans le département du Calvados, en région Normandie. L'édifice est inscrit au titre des monuments historiques.

## Localisation
Le manoir est situé au lieu-dit la Hogue, à Beuvron-en-Auge, dans le département français du Calvados.

## Description
Le manoir est daté du milieu du XVIIe siècle, plus précisément 1660.

## Protection
Le logis du manoir est inscrit en totalité au titre des monuments historiques par arrêté du 4 octobre 2007.